# Sachalinskie Akuły Jużnosachalińsk
Sachalinskie Akuły (ros. Сахалинские Акулы) – rosyjski klub hokeja na lodzie z siedzibą w Jużnosachalińsku.

## Historia
Klub powstał w 2013 jako pierwszy profesjonalny klub hokejowy na Sachalinie. W 2014 zespół został przyjęty do rozgrywek juniorskich MHL. Wystąpił w edycjach ligowych 2014/2015 i 2015/2016, a trenerem był Milan Sitar (do grudnia 2015), Igor Kriwożłyk i Nikołaj Karasiew. Ekipa stanowiła zespół farmerski dla klubu Admirał Władywostok z rozgrywek KHL. Po trzech latach, latem 2019 ponownie zatwierdzono drużynę do składu uczestników MHL. Prezydentem był wtedy Siergiej Mieleszkow, głównym trenerem został Siergiej Bażuchin, drugim Aleksandr Dolisznia, a trenerem bramkarzy Konstantin Biezborodow. Drużyna uczestniczyła kolejno w sezonach 2019/2020, 2020/2021. W edycji 2020/2021 trenerem był Wiktor Czeczel, potem Michaił Komarow, a w kwietniu 2021 nowym szkoleniowcem został mianowany Dmitrij Kramarienko. W czerwcu 2022 nowym szkoleniowcem został Igor Gawriłow. W październiku 2023 nowym szkoleniowcem został Sergiej Bazuchin.